# Сан-Мігель (Маніла)
Сан-Мігель — переважно житловий район середнього класу міста Маніла та один із шістнадцяти традиційних районів міста.

## Назва
Район названий на честь Святого Михаїла. Сан Мігель (ісп. San Miguel) - це іспанською мовою Святий Михаїл.

## Галерея

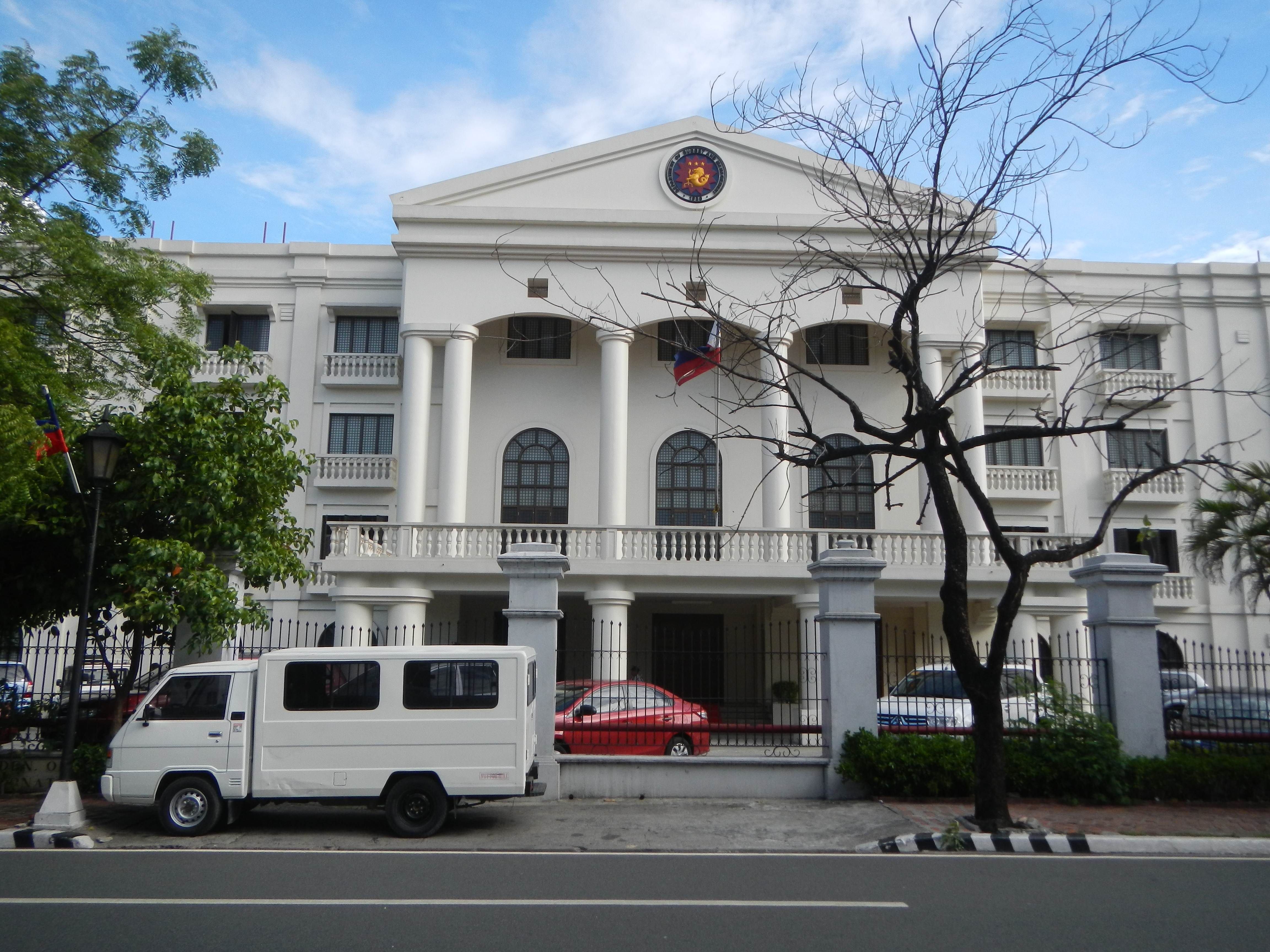
Департамент бюджету та управління
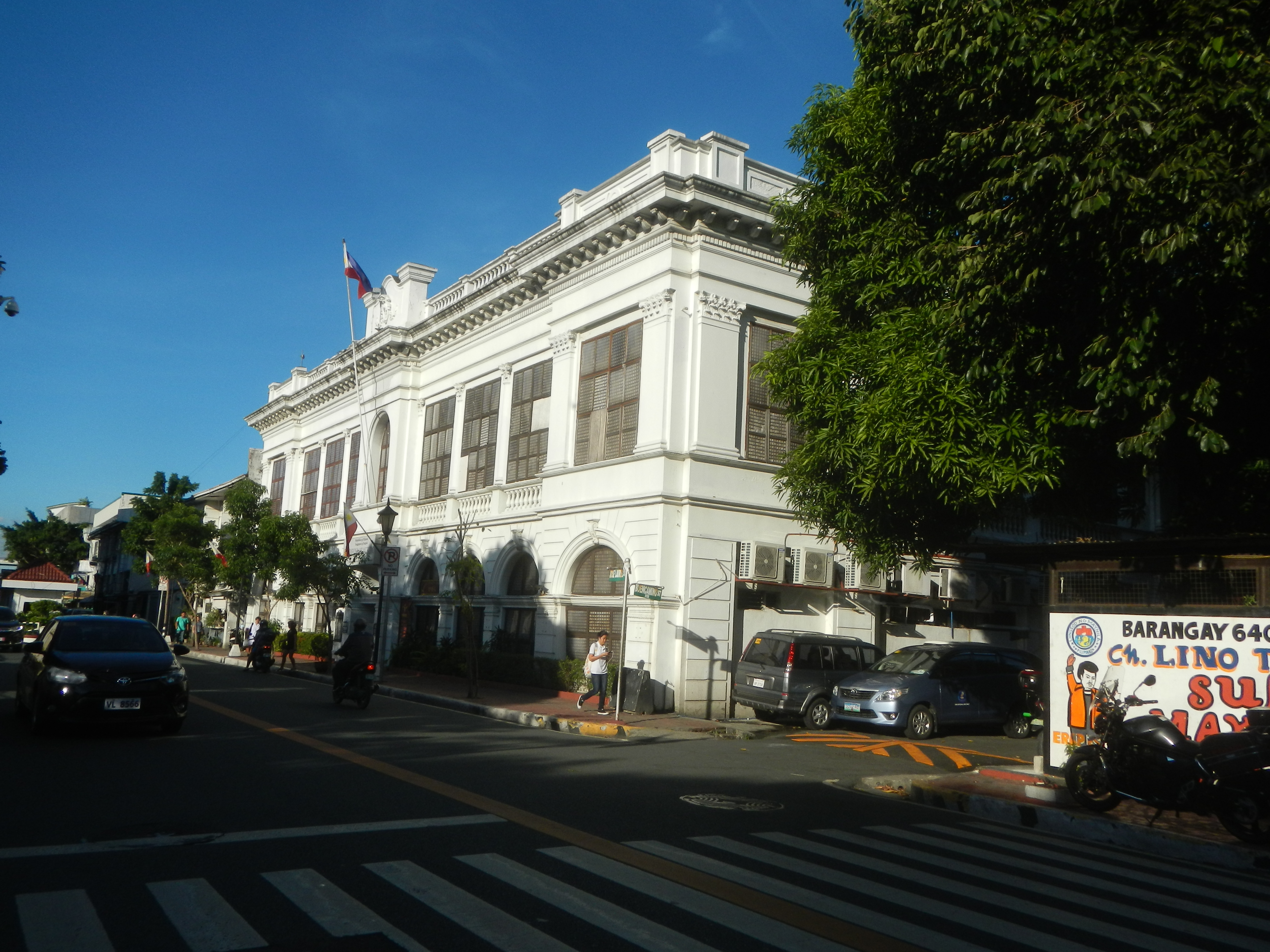
Комісія з філіппінської мови
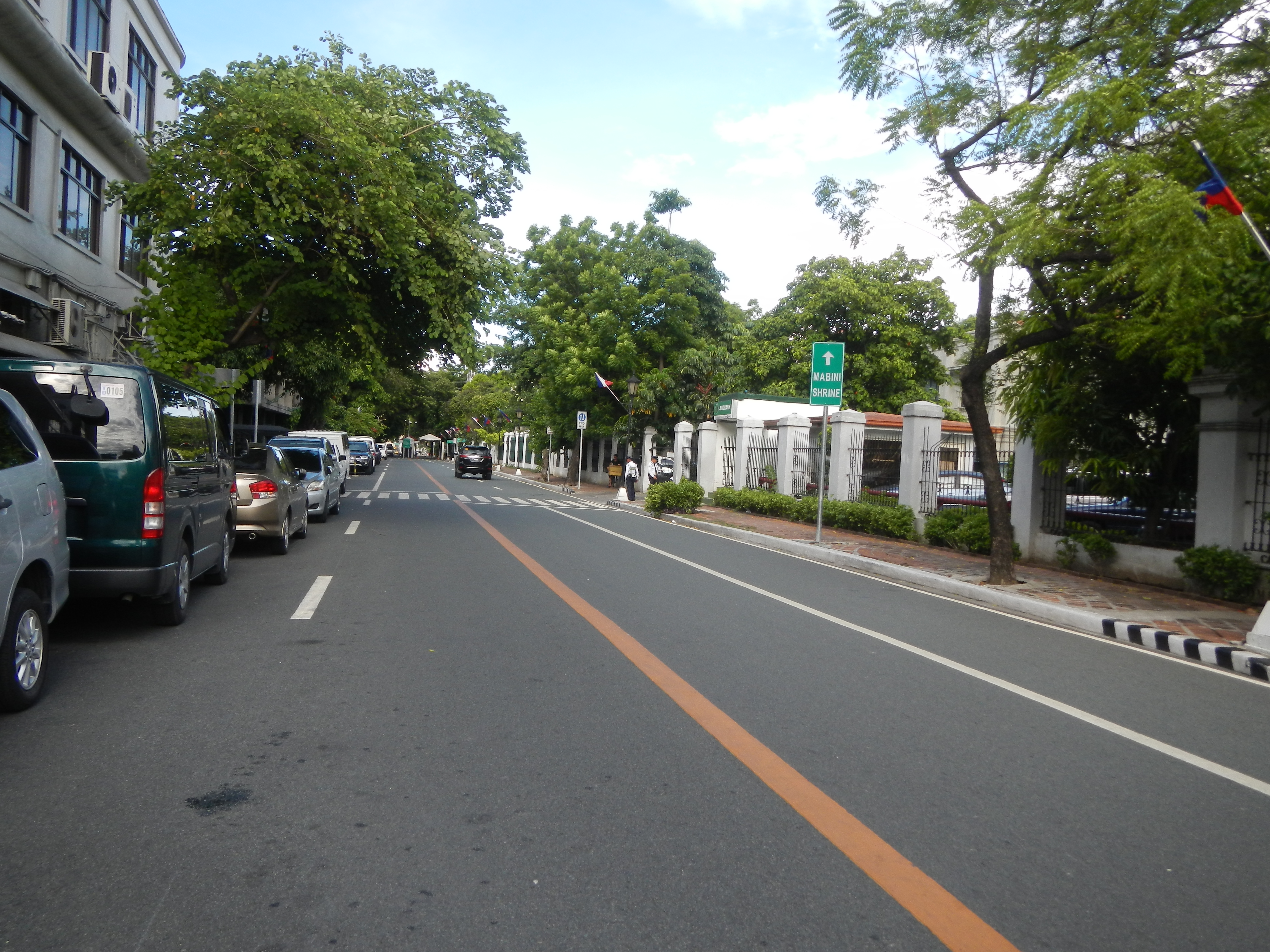
Вулиця Генерала Солано
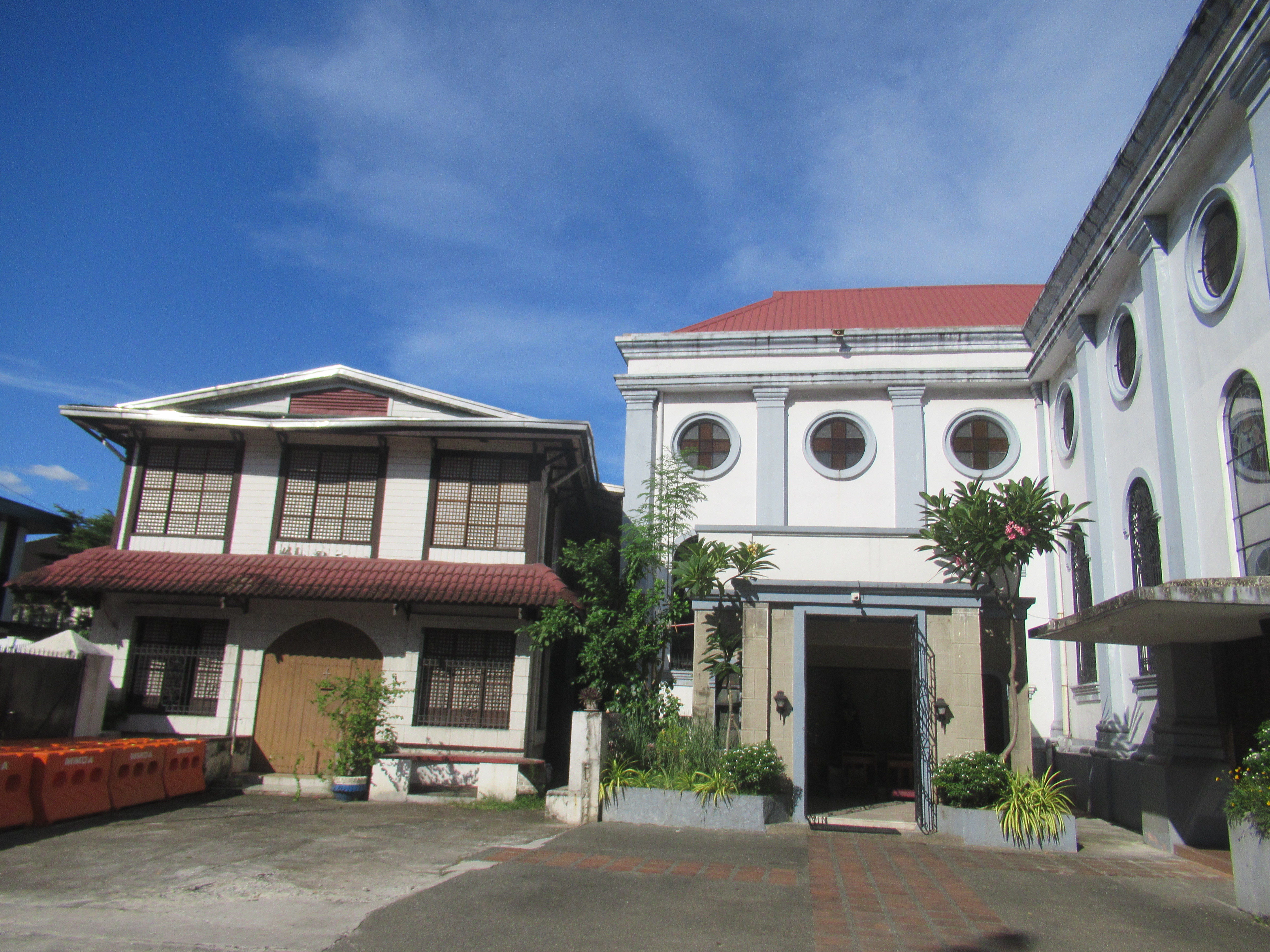
Палац Малаканг